# Hans Fichtner (Politiker)
Hans Karl Wilhelm Fichtner (* 30. Juni 1909 in Schöneberg bei Berlin; † 13. April 1981 in Kassel) war ein deutscher Politiker.

## Leben
Fichtner legte 1927 das Abitur in Berlin am Prinz-Heinrich-Gymnasium ab. Im Sommersemester 1927 nahm er das Studium der Rechtswissenschaften an der Universität Tübingen auf. 1933 promovierte er mit Anfechtung und Widerruf des prozessualen Anerkenntnisses zum Dr. jur.
Hans Fichtner trat November 1929 der SA und zum 1. Dezember 1931 der NSDAP bei (Mitgliedsnummer 738.079), zum 21. Dezember 1931 wechselte er von der SA zur SS (SS-Nummer 48.381).
Ab 1943 war er, zunächst kommissarisch, Oberbürgermeister der Stadt Stralsund. Hans Fichtner floh vor den anrückenden Truppen der Roten Armee Ende April 1945 auf die Insel Rügen; mangels weiterer Fluchtgelegenheiten kehrte er auf das Festland zurück und wurde im Mai 1945 in einer Scheune in Stralsund verhaftet und an die Rote Armee übergeben.